# Assassinat de Fernando Villavicencio
L'assassinat de Fernando Villavicencio survient le 9 août 2023 à Quito, au nord de l'Équateur.
Candidat à l'élection présidentielle équatorienne de 2023, Fernando Villavicencio est assassiné par balles après avoir quitté un rassemblement de campagne, onze jours avant la tenue du scrutin. Un suspect est tué et plusieurs autres personnes sont blessées dans l'attaque.
Journaliste d'enquête et homme politique centriste (candidat du Mouvement construire) faisant campagne sur la lutte contre la corruption, Villavicencio est connu pour avoir dénoncé plusieurs scandales politico-financiers, notamment sous la présidence de Rafael Correa. Il était l'un des favoris de l'élection présidentielle à venir.

## Contexte
Fernando Villavicencio est un journaliste d'enquête et homme politique équatorien.
Sous les présidence de Rafael Correa et Lenín Moreno, il révèle plusieurs scandales politico-financiers. Son travail d'investigation a ainsi été déterminant dans l'ouverture d'une enquête judiciaire sur l'affaire « Riz Vert », qui aboutit à plusieurs condamnations de haut responsables correistes, dont Rafael Correa lui-même, pour le versement de pots-de-vin en échange du financement du parti Alianza País,. Ses publications lui valent d'être lui-même l'objet d'enquêtes, notamment pour le piratage de mails de l'administration. En septembre 2022, Villavicencio est la cible d'une tentative d'assassinat.
Il est député équatorien des élections législatives de 2021 à la dissolution de l'Assemblée nationale à la suite de l'utilisation de la « mort croisée » par le président conservateur, Guillermo Lasso. La disposition constitutionnelle provoque des élections présidentielle et législatives anticipées et Villavicencio est l'un des principaux candidats à l'élection présidentielle. Un sondage de La República le place en deuxième position avec 13,2 %, derrière l'ancienne députée correiste Luisa González (26,6 %). Anti-corréiste, sa campagne se focalise sur la lutte contre la corruption, dont il a fait un cheval de bataille, promettant la tolérance zéro pour les cas de corruption dans le secteur public.
Un jour avant sa mort, Fernando Villavicencio rend un rapport au ministère de la Justice (en) à propos d'une entreprise pétrolière qu'il ne nomme pas. Le conseiller de campagne Patricio Zuquilanda déclare que Villavicencio a reçu plusieurs menaces de mort avant la fusillade, dont une du cartel de Sinaloa, qui a abouti à une détention.
Le Washington Post note que son assassinat se produit à une époque où la violence des gangs augmente dans le pays. Un mois avant son assassinat, le maire de Manta, Agustín Intriago (en), a été assassiné.

## Déroulement
Le 9 août 2023, onze jours avant l'élection présidentielle, Villavicencio s'exprime lors d'un rassemblement politique du Mouvement construire au Colegio Anderson à Quito, dans le nord du pays,. Il finit son discours à environ 18 h 20 HNE.
Alors qu'il quitte les lieux et entre dans un véhicule blanc entouré de gardes, une fusillade éclate et il reçoit trois balles dans la tête,. Transporté en urgence dans une clinique voisine, il y est déclaré mort.
Neuf personnes sont également blessées, dont un candidat aux élections législatives et deux policiers.

## Suspects, revendications et enquête
Un suspect dans l'assassinat, de nationalité colombienne, meurt des suites de blessures subies lors de l'attentat. Six autres Colombiens sont arrêtés.
Le ministre de l'Intérieur confirme l'implication de « groupes criminels organisés » dans cette attaque.
Dans une vidéo postée sur les réseaux sociaux, l’organisation criminelle Los Lobos revendique l’assassinat et promet d’abattre toutes les personnalités politiques qui ne tiendraient pas leurs promesses vis-à-vis des gangs qui les financent. L'authenticité de la vidéo est cependant remise en cause par des ONG surveillant le crime organisé en Équateur. Une seconde vidéo est par la suite diffusée dans laquelle des membres de Los Lobos nient leur participation et s'affirment victimes d'un complot,.

## Réactions et conséquences

Christian Zurita.

Depuis le meurtre d'Abdón Calderón Muñoz en 1978, c'est la première fois en Équateur qu'un candidat à l'élection présidentielle est assassiné. Le Mouvement construire dispose alors de la possibilité de le remplacer par un nouveau candidat, et présente le 13 août la candidature de Christian Zurita, également journaliste d'investigation, tout en conservant Andrea González pour colistière.
Le président Guillermo Lasso, dont Fernando Villavicencio était un proche, organise une réunion du Cabinet de sécurité au palais Carondelet. La procureure générale Diana Salazar Méndez, ainsi que les présidents du Conseil national électoral (en) et de la Cour nationale de justice participent à cette réunion.
Confirmant l'assassinat, Lasso écrit sur Twitter qu'il est « indigné et choqué ». Le président décrète trois jours de deuil national et instaure l'état d'urgence pour une durée de 60 jours. Des candidats à l'élection présidentielle appellent à une position plus dure sur le crime, dont Yaku Pérez, Xavier Hervas (en), Jan Topić, Otto Sonnenholzner et Luisa González.
La mission d'observation électorale de l'Organisation des États américains (OEA) partage la consternation du peuple équatorien et appelle les autorités à mener une enquête approfondie et complète. L'ambassadeur américain en Équateur, Michael J. Fitzpatrick (en), déclare que les États-Unis condamnent l'attaque. Le gouvernement chilien exprime ses condoléances.
Remplaçant au pied levé Fernando Villavicencio, Christian Zurita arrive finalement troisième de l'élection présidentielle avec 16 % des voix. Reconnaissant sa défaite, il exprime sa gratitude envers les Équatoriens et rend hommage à son collègue journaliste assassiné, qu'il désigne comme « notre courageux et éternel président ».